# Meterana dotata
Meterana dotata är en fjärilsart som beskrevs av Walker 1857. Meterana dotata ingår i släktet Meterana och familjen nattflyn. Inga underarter finns listade i Catalogue of Life.